# ألفرد إل. كاري
ألفرد إل. كاري هو محامي وسياسي أمريكي، (ولد في ستيرلينغ ‏ في الولايات المتحدة 1835 – 1914 م). انتخب عضو جمعية ولاية ويسكونسن ‏.